# روبرت ج. سينكر
روبرت ج. سينكر (بالإنجليزية: Robert J. Cenker)‏ (و. 1948  م) هو رائد فضاء أمريكي، ولد في يونيونتاون.

## التعليم
تعلم في جامعة ولاية بنسلفانيا.